# Liste der Biografien/Berns
Liste der Biografien |
Portal Biografien |
Personensuche
# |
A |
B |
C |
D |
E |
F |
G |
H |
I |
J |
K |
L |
M |
N |
O |
P |
Q |
R |
S |
T |
U |
V |
W |
X |
Y |
Z |
?
 
Ba |
Be |
Bd |
Bg |
Bh |
Bi |
Bj |
Bl |
Bm |
Bn |
Bo |
Br |
Bs |
Bu |
Bw |
By |
Bz
 
Bea–Beb |
Bec |
Bed |
Bee |
Bef |
Beg |
Beh |
Bei |
Bej |
Bek |
Bel |
Bem |
Ben |
Beo |
Bep |
Beq |
Ber |
Bes |
Bet |
Beu |
Bev |
Bew |
Bex |
Bey |
Bez
 
Bera |
Berb |
Berc |
Berd |
Bere |
Berf |
Berg |
Berh |
Beri |
Berj |
Berk |
Berl |
Berm |
Bern |
Bero |
Berq |
Berr |
Bers |
Bert |
Beru |
Berv |
Berw |
Berx |
Bery |
Berz
 
Berna |
Bernb |
Bernd |
Berne |
Bernf |
Berng |
Bernh |
Berni |
Bernk |
Bernl |
Bernn |
Berno |
Bernp |
Bernr |
Berns |
Bernt |
Bernu |
Bernw |
Berny |
Bernz
Die Liste der Biografien führt alle Personen auf, die in der deutschsprachigen Wikipedia einen Artikel haben. Dieses ist eine Teilliste mit 182 Einträgen von Personen, deren Namen mit den Buchstaben „Berns“ beginnt.

## Berns
- Berns, Augusto (* 1842), deutscher Entdecker
- Berns, Ben (1936–2007), niederländischer Maler, Grafiker und Bildhauer
- Berns, Bert (1929–1967), US-amerikanischer R&B-Produzent
- Berns, Christof (* 1966), deutscher Klassischer Archäologe
- Berns, Jörg Jochen (* 1938), deutscher Germanist
- Berns, Magdalen (1983–2019), britische YouTuberin, lesbische Feministin und Pionierin des Frauenboxens in Schottland
- Berns, Maria (1899–1981), deutsche Politikerin (SPD), MdL
- Berns, Michael (1657–1728), deutscher Theologe und Hochschullehrer
- Berns, Pepe (* 1966), deutscher Jazzbassist
- Berns, Peter (1907–1941), deutscher Politiker (NSDAP), MdR
- Berns, Sam (1996–2014), US-amerikanischer Progeriepatient und Dokumentarfilmdarsteller
- Berns, Ute, deutsche Anglistin
- Berns, Walter (1919–2015), US-amerikanischer Rechts- und Politikwissenschaftler sowie Hochschullehrer und Philosoph
- Berns, Wilhelm (1863–1902), Kaufmann und Mitglied des Provinziallandtages der Provinz Hessen-Nassau

### Bernsa
- Bernsau, Johannes (1675–1750), Bürgermeister in Elberfeld
- Bernsau, Lutz (* 1954), deutscher Künstler und Designer
- Bernsau, Wilhelm von (1514–1581), bergischer Marschall
- Bernsau, Wirich von (1582–1656), klevischer Staatsmann

### Bernsc
- Bernschein, Stefan (* 1982), deutscher Journalist, Reporter und Moderator
- Bernschneider, Ben (* 1976), deutscher Autor und Regisseur
- Bernschneider, Florian (* 1986), deutscher Politiker (FDP), MdB

### Bernsd
- Bernsdorf, Eduard (1825–1901), deutscher Musikkritiker, Komponist und Pianist
- Bernsdorf, Emilia (* 1997), deutsche Schauspielerin
- Bernsdorf, Wilhelm (1904–1990), deutscher Soziologe
- Bernsdorff, Hans (* 1965), deutscher Klassischer Philologe
- Bernsdorff, Herbert (1892–1968), deutsch-baltischer Arzt
- Bernsdorff, Norbert (* 1954), deutscher Jurist und Richter am Bundessozialgericht
- Bernsdorff, Sebastian (* 1962), deutscher Sportkommentator
- Bernsdorff, Ulrich (1929–2003), deutscher Schauspieler und Synchronsprecher

### Bernse
- Bernsen, Corbin (* 1954), US-amerikanischer SchauspielerCorbin Bernsen (* 1954)

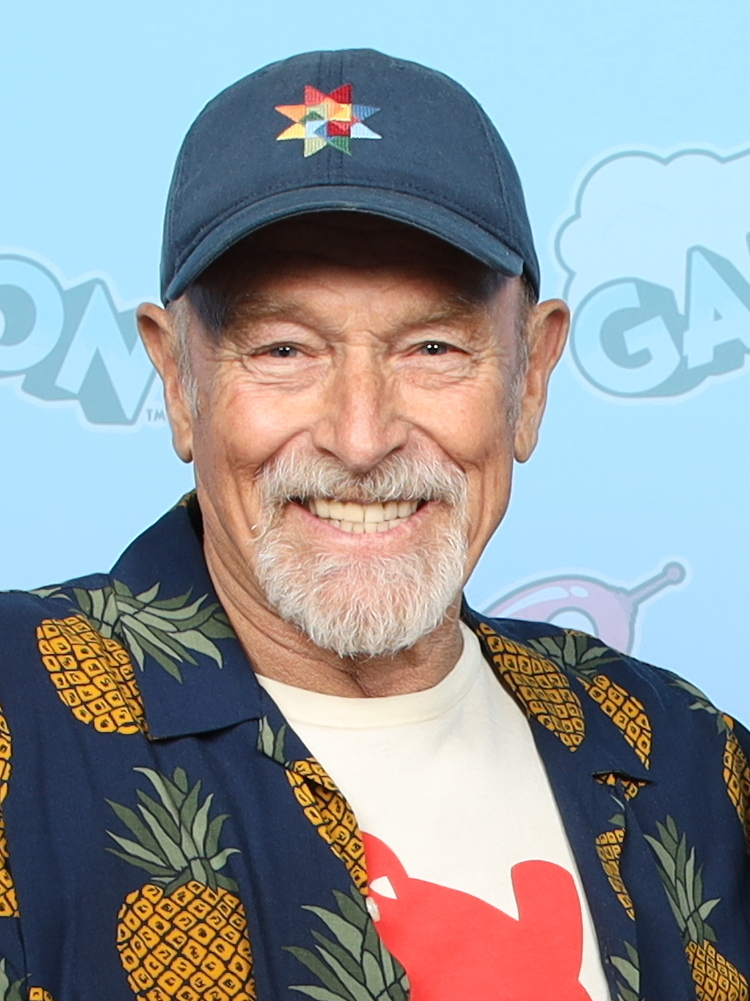
Corbin Bernsen (* 1954)

- Bernsen, Michael (* 1954), deutscher Romanist
- Bernsen, Randy (* 1954), US-amerikanischer Jazz- und Fusionmusiker (Gitarre, Komposition)
- Bernsen, Stefan (* 1967), deutscher Basketballspieler

### Bernsh
- Bernshausen, Michael (* 1983), deutscher Grasskiläufer

### Bernsm
- Bernsmann, Klaus (* 1947), deutscher Rechtswissenschaftler und Hochschullehrer
- Bernsmann, Leo (* 2004), deutscher Volleyballspieler
- Bernsmeier, Arnold (1917–2000), deutscher Internist und Hochschullehrer
- Bernsmeyer, Johann Christoph (1777–1858), deutscher Franziskanerpater und Ordensgründer

### Bernso
- Bernson, Sigrid (* 1988), schwedische Sängerin und Tänzerin

### Bernst
- Bernst, Minna (1880–1965), deutsche Frauenrechtlerin
- Bernstamm, Leopold Bernhard (1859–1939), russischer Bildhauer
- Bernstein Carabantes, Enrique (1910–1990), chilenischer Diplomat
- Bernstein, Aaron (1812–1884), deutscher Schriftsteller und ein Mitbegründer des Reformjudentums in BerlinAaron Bernstein (1812–1884)

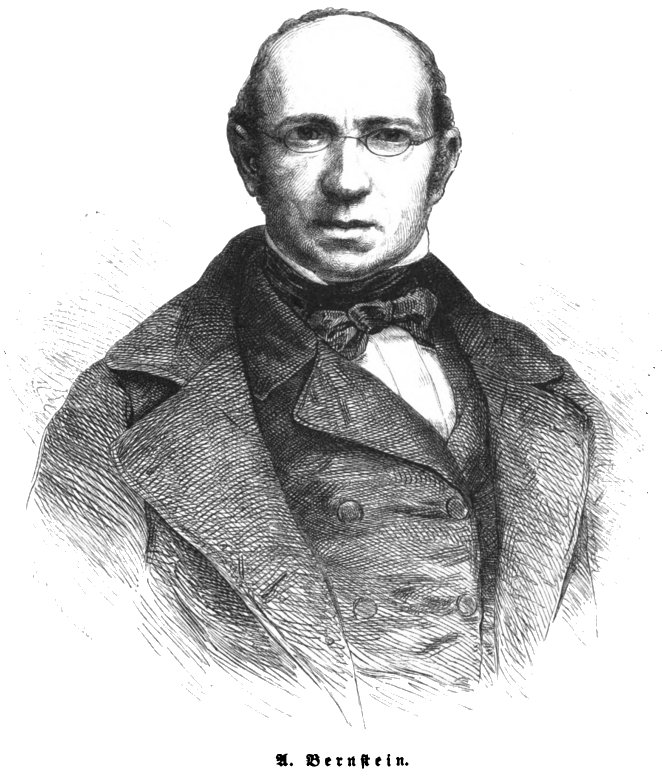
Aaron Bernstein (1812–1884)

- Bernstein, Abe († 1968), US-amerikanischer Mobster
- Bernstein, Abraham (* 1969), Informatiker
- Bernstein, Alan (* 1947), kanadischer Immunologe
- Bernstein, Alexander (1936–2010), britischer Politiker (Labour) und Geschäftsführer beim TV
- Bernstein, Alfred (1897–1972), deutscher Fußballspieler
- Bernstein, Andreas Christian (1672–1699), deutscher Kirchenlieddichter
- Bernstein, Andrew (* 1959), US-amerikanischer Philosoph
- Bernstein, Armyan (* 1947), US-amerikanischer Filmregisseur, Filmproduzent und Drehbuchautor
- Bernstein, Arnold (1888–1971), deutschamerikanischer Reeder und Pionier des Autotransports
- Bernstein, Arthur (* 1878), deutscher Musikverleger, Konzertdirektor und Konzertagent
- Bernstein, Artie (1909–1964), US-amerikanischer Jazzbassist des Swing
- Bernstein, Arturo (1882–1935), argentinischer Bandoneonist und Tangokomponist
- Bernstein, Axel (1974–2017), deutscher Politiker (CDU), MdL
- Bernstein, Basil (1924–2000), britischer Soziolinguist
- Bernstein, Bernard (1899–1963), englischer Tischtennisspieler
- Bernstein, Carl (1842–1894), deutscher Rechtswissenschaftler und Kunstsammler
- Bernstein, Carl (* 1944), US-amerikanischer JournalistCarl Bernstein (* 1944)

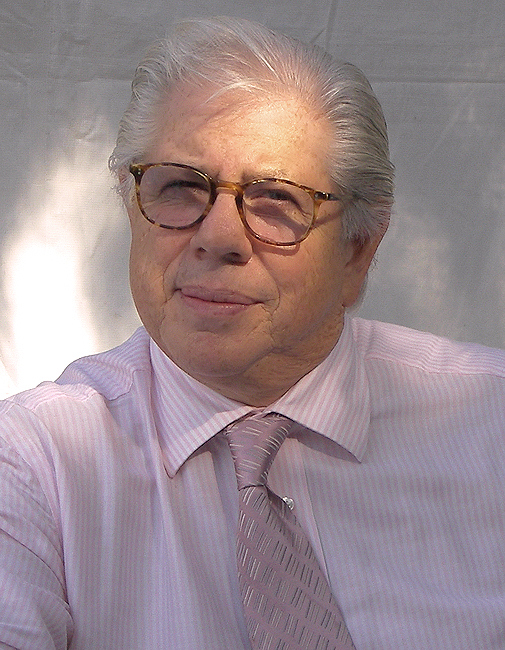
Carl Bernstein (* 1944)

- Bernstein, Caroline (1797–1838), deutsche Autorin und Schauspielerin
- Bernstein, Caron (* 1970), südafrikanische Schauspielerin, Model und Sängerin
- Bernstein, Catherine (* 1964), französischer Dokumentarfilmer
- Bernstein, Charles (* 1943), US-amerikanischer Komponist für Film und Fernsehen
- Bernstein, Charles (* 1950), US-amerikanischer Dichter
- Bernstein, Costa (* 1973), russisch-israelischer Maler und Bildhauer
- Bernstein, Daniel J. (* 1971), deutsch-amerikanischer Mathematiker, Kryptologe und Programmierer
- Bernstein, Dick, Tontechniker
- Bernstein, Dorothy Lewis (1914–1988), US-amerikanische Mathematikerin und Hochschullehrerin
- Bernstein, Drake (* 1989), US-amerikanischer Tennisspieler
- Bernstein, Eduard (1850–1932), deutscher Politiker (SPD, USPD), MdR und TheoretikerEduard Bernstein (1850–1932)

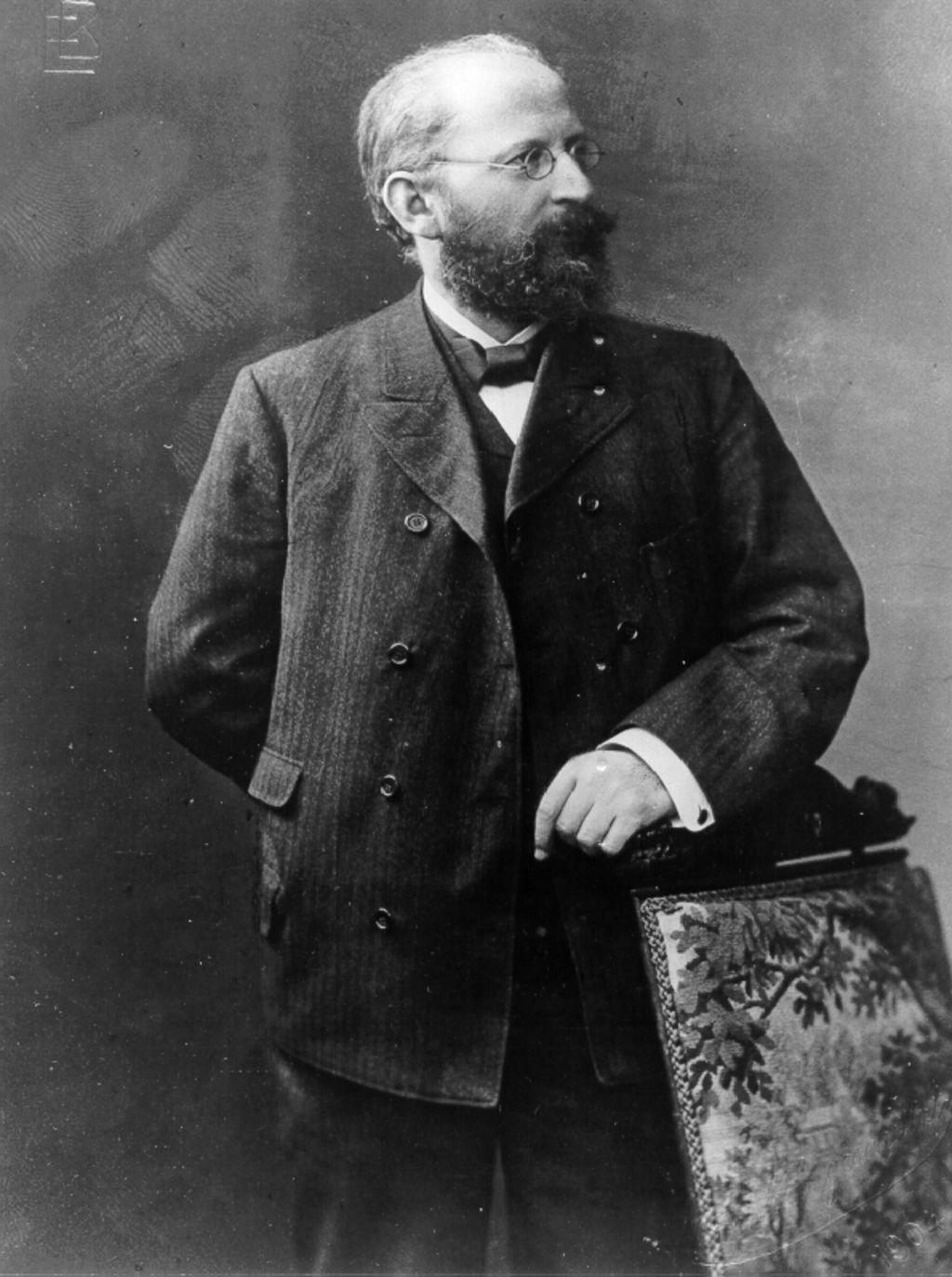
Eduard Bernstein (1850–1932)

- Bernstein, Elmer (1922–2004), US-amerikanischer Filmmusik-Komponist
- Bernstein, Elsa (1866–1949), deutsche Schriftstellerin und Theaterdichterin
- Bernstein, F. O. (1929–1999), deutscher Fotograf
- Bernstein, F. W. (1938–2018), deutscher Lyriker, Grafiker und Satiriker
- Bernstein, Felicie (1852–1908), deutsche Salonnière und Kunstsammlerin
- Bernstein, Felix (1878–1956), deutscher Mathematiker
- Bernstein, Frank (* 1964), deutscher Althistoriker
- Bernstein, Friedrich (1818–1886), deutscher Militär- und Verwaltungsbeamter
- Bernstein, Georg Heinrich (1787–1860), deutscher Orientalist und Theologe
- Bernstein, Georg Heinrich von († 1670), deutscher Domdechant in Magdeburg und Domherr in Naumburg
- Bernstein, Gregory (* 1955), US-amerikanischer Drehbuchautor
- Bernstein, Hans von (1525–1589), kurfürstlich-sächsischer Geheimer Rat
- Bernstein, Hans-Gert (* 1950), deutscher NeurobiologeHans-Gert Bernstein (* 1950)

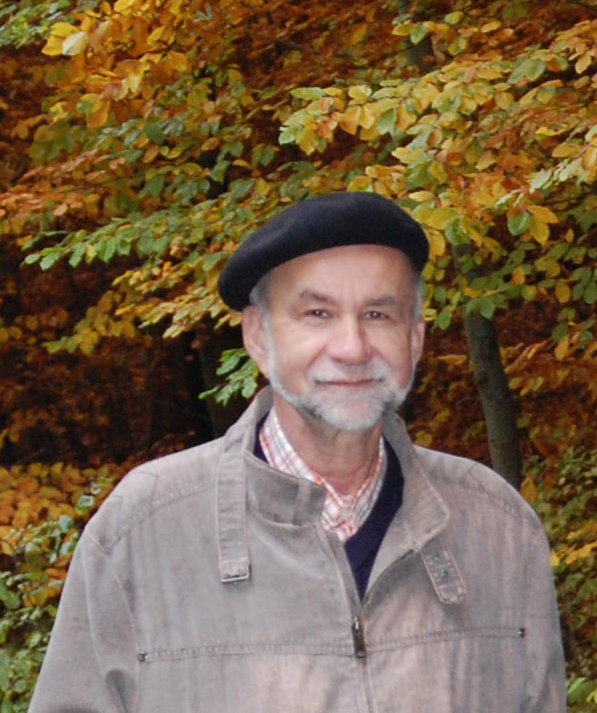
Hans-Gert Bernstein (* 1950)

- Bernstein, Heinrich Agathon (1828–1865), deutscher Naturforscher, Ornithologe und zoologischer Sammler von Vogelbälgen
- Bernstein, Henri (1876–1953), französischer Dramaturg am Théâtre de boulevard
- Bernstein, Herbert (1930–2001), deutscher Jurist und Hochschullehrer
- Bernstein, Herman (1876–1935), US-amerikanischer jüdischer Journalist, Schriftsteller, Übersetzer und Diplomat
- Bernstein, Hilda (1915–2006), britisch-südafrikanische Autorin und Politikerin
- Bernstein, Ignaz (1836–1909), russischer jüdischer Volkskundler und Sprachforscher
- Bernstein, Ira B. (1924–2024), US-amerikanischer Physiker
- Bernstein, Jack (1899–1945), US-amerikanischer Boxer jüdischer Herkunft
- Bernstein, Jake, US-amerikanischer Journalist und Autor
- Bernstein, Jared (* 1955), US-amerikanischer Ökonom
- Bernstein, Jeremy (* 1929), US-amerikanischer Physiker
- Bernstein, Johann Gottlob (1747–1835), deutscher Arzt
- Bernstein, Jörg (* 1966), deutscher Politiker (FDP), MdL
- Bernstein, Joseph (* 1945), israelischer Mathematiker
- Bernstein, Judith (* 1942), US-amerikanische Künstlerin
- Bernstein, Julia (* 1972), ukrainische Soziologin
- Bernstein, Julius (1839–1917), deutscher Physiologe
- Bernstein, Karl Walter (1908–1973), deutscher Musiker und Orchesterleiter
- Bernstein, Kay (1980–2024), deutscher Fußballfunktionär
- Bernstein, Leonard (1918–1990), US-amerikanischer Komponist, Dirigent und Pianist ukrainischer AbstammungLeonard Bernstein (1918–1990)

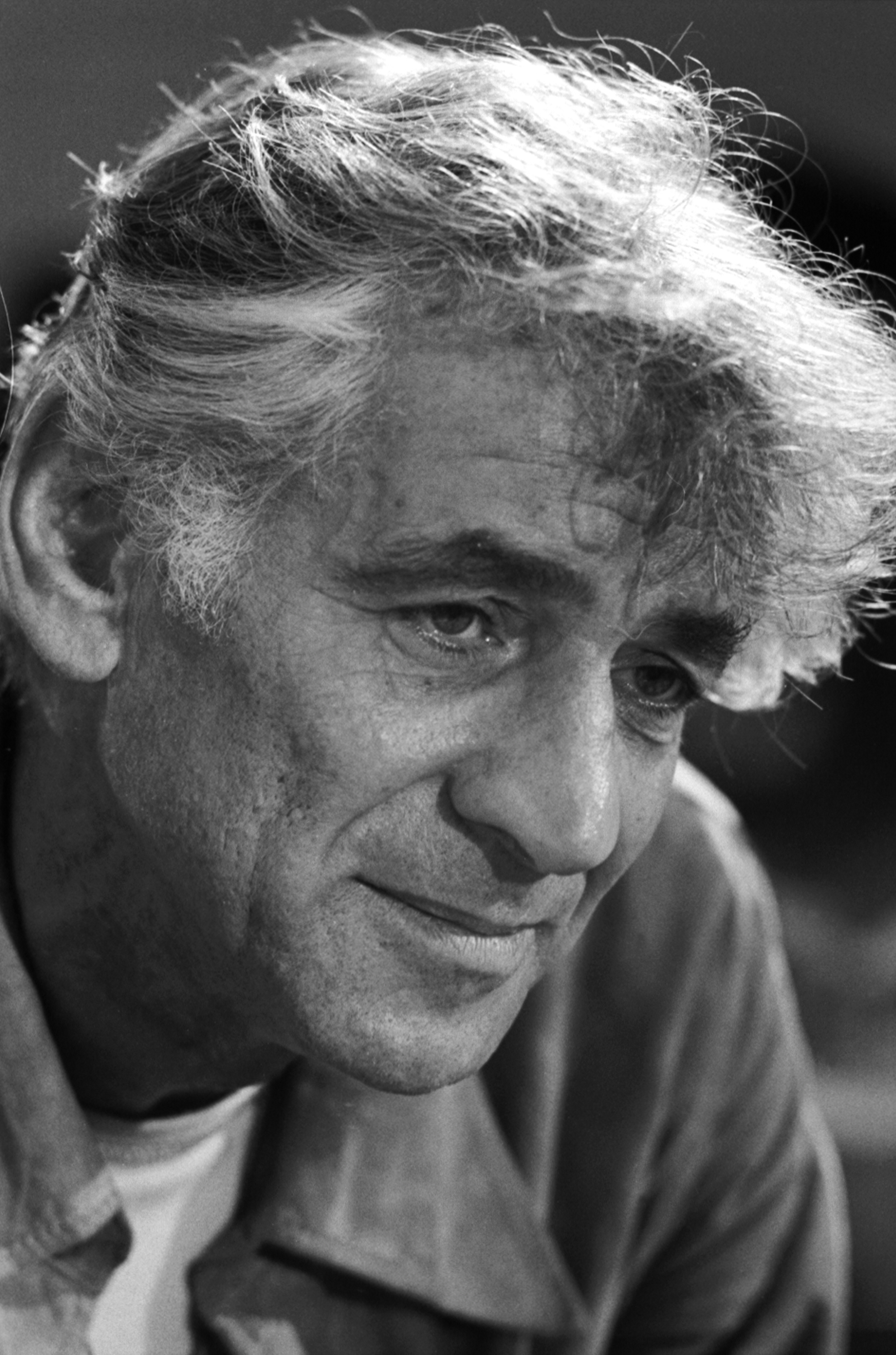
Leonard Bernstein (1918–1990)

- Bernstein, Lionel (1920–2002), südafrikanischer Politiker
- Bernstein, Lou (1911–2005), US-amerikanischer Fotograf und Lehrer
- Bernstein, Marcos (* 1970), brasilianischer Drehbuchautor und Filmregisseur
- Bernstein, Mark (* 1965), belarussischer Blogger und Autor in der russischsprachigen Wikipedia
- Bernstein, Martha (1874–1955), deutsche Malerin
- Bernstein, Mary, US-amerikanische Soziologin und Hochschullehrerin
- Bernstein, Max (1854–1925), deutscher Kritiker, Schriftsteller, Rechtsanwalt
- Bernstein, Melanie (* 1976), deutsche Politikerin (CDU), MdBMelanie Bernstein (* 1976)

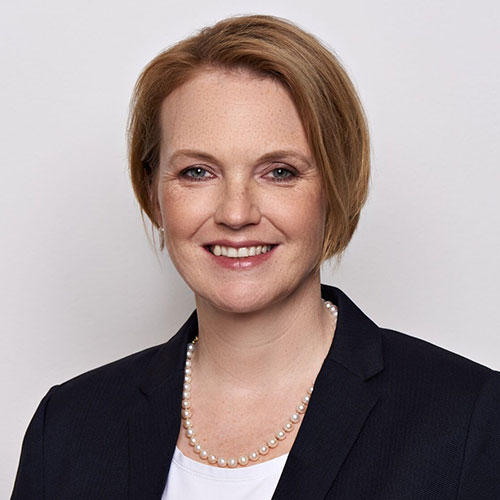
Melanie Bernstein (* 1976)

- Bernstein, Michèle (* 1932), französische Autorin und Gründungsmitglied der Situationistischen Internationale
- Bernstein, Mira (1908–1943), litauische Lehrerin und Holocaust-Opfer
- Bernstein, Naama (* 1993), israelische Stabhochspringerin
- Bernstein, Nikolai Alexandrowitsch (1896–1966), russischer Physiologe und Bewegungswissenschaftler
- Bernstein, Ossip (1882–1962), französischer Schachspieler russisch-ukrainischer Herkunft
- Bernstein, Otto (1887–1943), deutscher Theaterschauspieler
- Bernstein, Paul (1891–1976), deutscher Kryptologe
- Bernstein, Paul (* 1897), deutscher Politikwissenschaftler
- Bernstein, Peretz (1890–1971), deutscher zionistischer Aktivist und israelischer Politiker
- Bernstein, Peter (* 1951), US-amerikanischer Filmkomponist
- Bernstein, Peter (* 1967), amerikanischer Jazzmusiker
- Bernstein, Phil (* 1949), US-amerikanischer Informatiker
- Bernstein, Reiner (1939–2021), deutscher Historiker und Publizist
- Bernstein, Richard Barry (1923–1990), US-amerikanischer Chemiker
- Bernstein, Rudolf (1896–1977), deutscher Parteifunktionär (USPD, KPD, SED), Komintern- und Filmfunktionär
- Bernstein, Sarah, US-amerikanische Jazz- und Improvisationsmusikerin
- Bernstein, Sergei Alexandrowitsch (1901–1958), russischer Bauingenieur
- Bernstein, Sergei Natanowitsch (1880–1968), russischer Mathematiker
- Bernstein, Sid (1918–2013), US-amerikanischer Musikproduzent und -manager
- Bernstein, Sidney, Baron Bernstein (1899–1993), britischer Medienunternehmer
- Bernstein, Steven (* 1961), US-amerikanischer Jazztrompeter
- Bernstein, Theresa (1890–2002), US-amerikanische Malerin, Künstlerin und Autorin
- Bernstein, Thomas (* 1957), deutscher bildender Künstler
- Bernstein, Vladimir (1900–1936), russischstämmiger italienischer Mathematiker
- Bernstein, Walter (1890–1938), deutscher Fotograf, Textredakteur, Unternehmer und Inhaber einer Bildagentur
- Bernstein, Walter (1901–1981), deutscher Maler
- Bernstein, Walter (1919–2021), US-amerikanischer Drehbuchautor
- Bernstein, William, US-amerikanischer Schriftsteller und Neurologe
- Bernstein-Cohen, Miriam (1895–1991), israelische Schauspielerin, Autorin und Übersetzerin
- Bernstein-Kohan, Jakob (1859–1929), russischer Zionist
- Bernsteiner, Bernd (* 1980), österreichischer Fußballspieler
- Bernstengel, Olaf (1952–2020), deutscher Puppentheaterhistoriker und Puppenspieler
- Bernstiel, Christoph (* 1984), deutscher Politiker (CDU), MdB
- Bernstiel, Liebfriede (1915–1998), deutsche Keramikerin
- Bernstorff, Adolf von (1803–1872), deutscher Verwaltungsjurist und mecklenburgischer Geheimer Kammerrat
- Bernstorff, Albrecht Graf von (1890–1945), deutscher Diplomat und WiderstandskämpferAlbrecht Graf von Bernstorff (1890–1945)

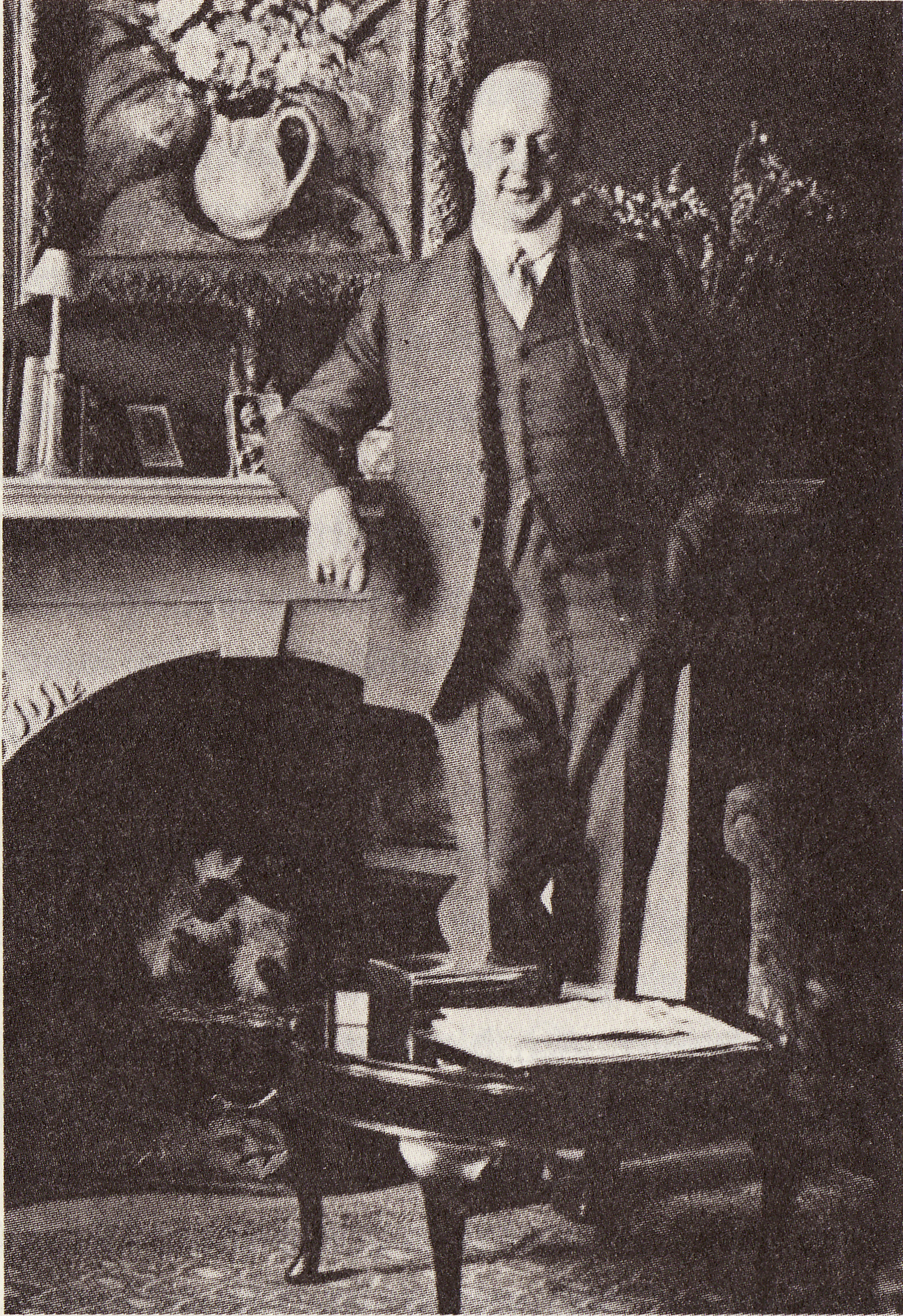
Albrecht Graf von Bernstorff (1890–1945)

- Bernstorff, Albrecht von (1809–1873), preußischer Diplomat und Außenminister
- Bernstorff, Andreas Gottlieb von (1649–1726), Kanzler in den Diensten des Fürstentum Lüneburg, Minister des Kurfürstentums Braunschweig-Lüneburg
- Bernstorff, Andreas Peter von (1735–1797), dänischer Staatsmann
- Bernstorff, Andreas von (1604–1655), deutscher Diplomat, Domherr in Ratzeburg
- Bernstorff, Andreas von (1844–1907), preußischer Verwaltungsjurist und Politiker, MdR
- Bernstorff, Andreas von (* 1945), deutscher Politiker (Grüne), MdL, Umweltaktivist
- Bernstorff, Arthur von (1808–1897), preußischer Verwaltungsbeamter, mecklenburgischer Landrat und Großgrundbesitzer
- Bernstorff, Bechtold von (1803–1890), deutscher Landrat, Gutsbesitzer und Politiker, MdR
- Bernstorff, Berthold von (1842–1917), deutscher Rittergutsbesitzer, Politiker und Landwirt, MdR
- Bernstorff, Caritas Emilie von (1733–1820), deutsche Adlige
- Bernstorff, Christian Ernst Bechtold von (1840–1908), Mecklenburg-Strelitzscher Kammerherr, Regierungsrat und Gutsbesitzer
- Bernstorff, Christian Günther von (1769–1835), dänischer und preußischer Staatsmann
- Bernstorff, Christian Joachim Hugo von (1834–1901), königlich-hannoverscher Rittmeister, Klosterhauptmann und Gutsbesitzer
- Bernstorff, Eggert Detlev von (1644–1707), königlich dänischer Generalmajor, Chef des Oldenburgischen Reiterregiments
- Bernstorff, Emil (* 1993), britisch-dänischer Automobilrennfahrer
- Bernstorff, Ernst von (1768–1840), deutscher Legationsrat und Majoratsherr
- Bernstorff, Esther (* 1976), deutsche DrehbuchautorinEsther Bernstorff (* 1976)

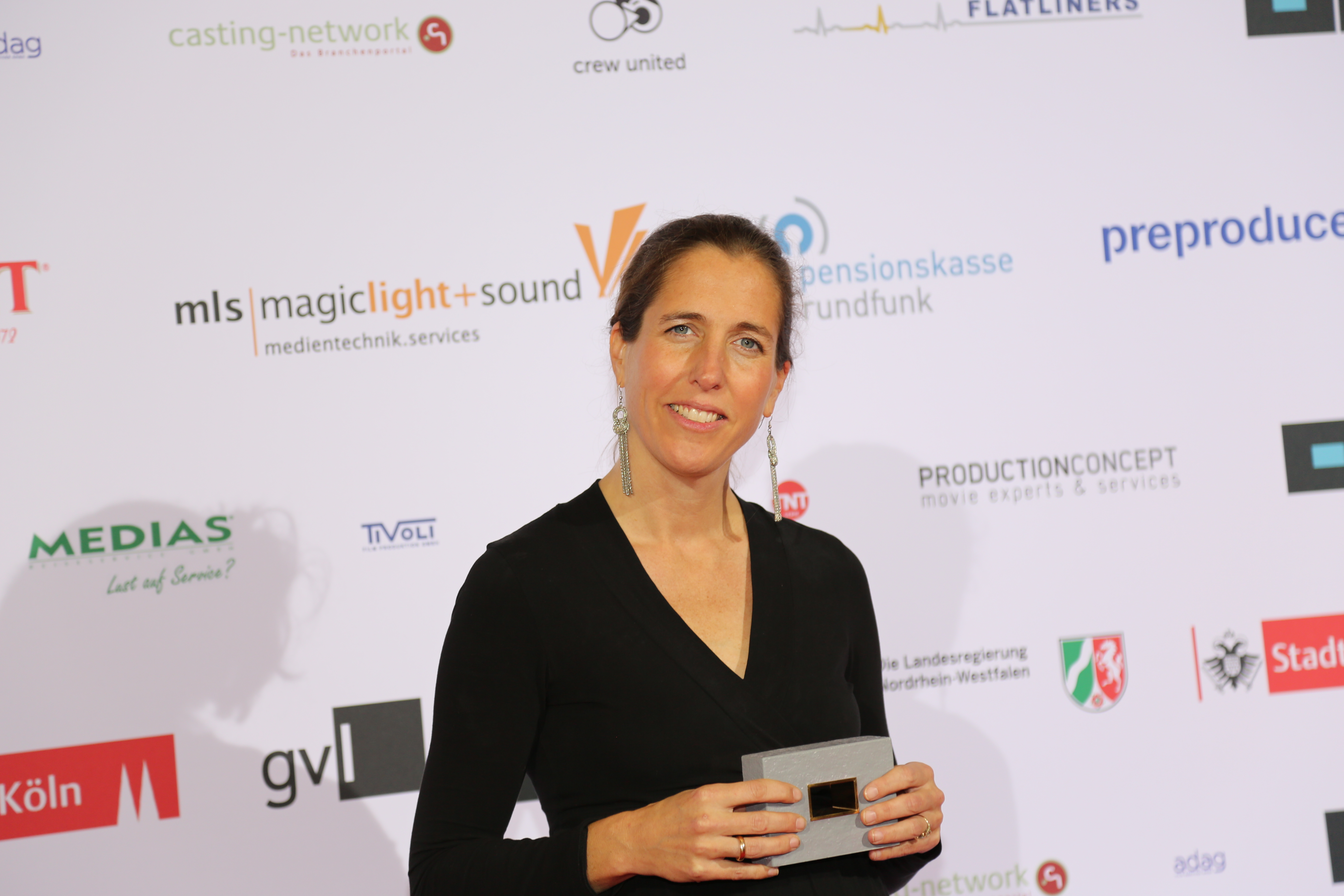
Esther Bernstorff (* 1976)

- Bernstorff, Fanny von (1840–1930), norddeutsche Zeichnerin und Kinderbuchautorin
- Bernstorff, Georg Ernst von (1870–1939), deutscher Großgrundbesitzer und Politiker (DHP), MdR
- Bernstorff, Günther von (1864–1937), deutscher Verwaltungsjurist, Gutsbesitzer und Abgeordneter
- Bernstorff, Hermine Gräfin von (1868–1941), deutsche Stiftsdame, Verbandsfunktionärin und Abgeordnete
- Bernstorff, Irja von (* 1983), deutsche Regisseurin, Autorin und Produzentin von Dokumentarfilmen
- Bernstorff, Joachim August Wilhelm von (1800–1869), preußischer und mecklenburgischer Generalmajor und zuletzt mecklenburgischer Oberstallmeister
- Bernstorff, Joachim Frederik (1771–1835), dänischer Gesandter
- Bernstorff, Jochen von (* 1970), deutscher Rechtswissenschaftler, Diplomat und Hochschullehrer
- Bernstorff, Johann Hartwig Ernst von (1712–1772), deutscher DiplomatJohann Hartwig Ernst von Bernstorff (1712–1772)

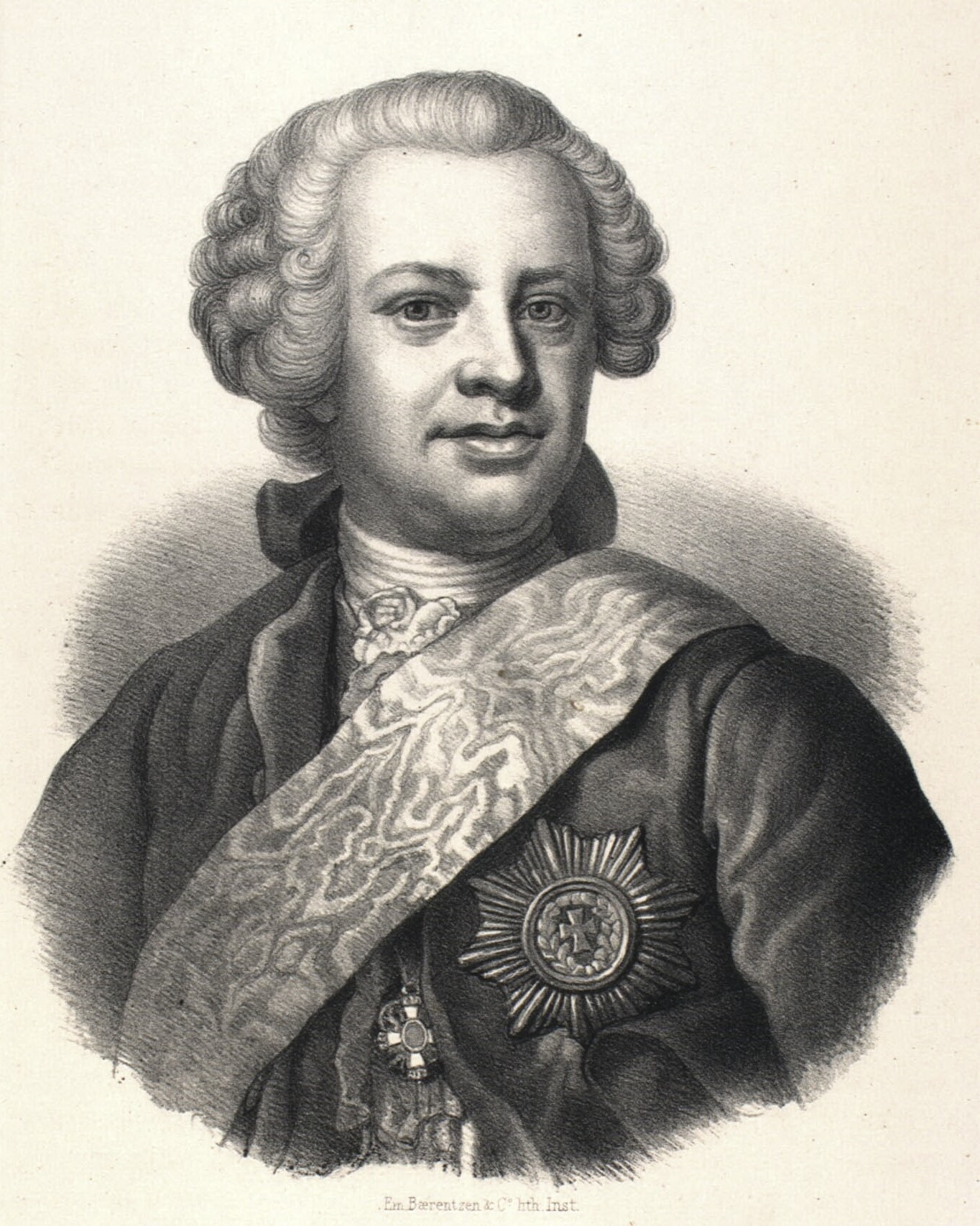
Johann Hartwig Ernst von Bernstorff (1712–1772)

- Bernstorff, Johann Heinrich von (1862–1939), deutscher Diplomat und Politiker (DDP), MdR
- Bernstorff, Madeleine (* 1956), deutsche Autorin, Filmhistorikerin und Filmkuratorin
- Bernstorff, Percy von (1858–1930), deutscher Politiker
- Bernstorff, Wilhelm von (1806–1861), deutscher Verwaltungsjurist
- Bernstorff, Wilhelm von (1851–1912), deutscher Verwaltungsjurist und mecklenburgischer Amtshauptmann
- Bernstorff-Gyldensteen, Erich Graf von (1883–1968), deutscher Sportschütze
- Bernstorff-Gyldensteen, Johann Hartwig Ernst von (1815–1898), dänisch-deutscher Gutsbesitzer und Abgeordneter der Lauenburgischen Ritter- und Landschaft
- Bernström, Mohammed Knut (1919–2009), schwedischer Diplomat, Botschafter in Marokko, Spanien und Venezuela, Koranübersetzer